# Parque de las Cascadas
El parque de las Cascadas (en catalán: Parc de les Cascades) se encuentra en el distrito de Sant Martí de Barcelona. Fue creado en 1992 con un proyecto de Martorell-Bohigas-Mackay-Puigdomènech.

## Descripción

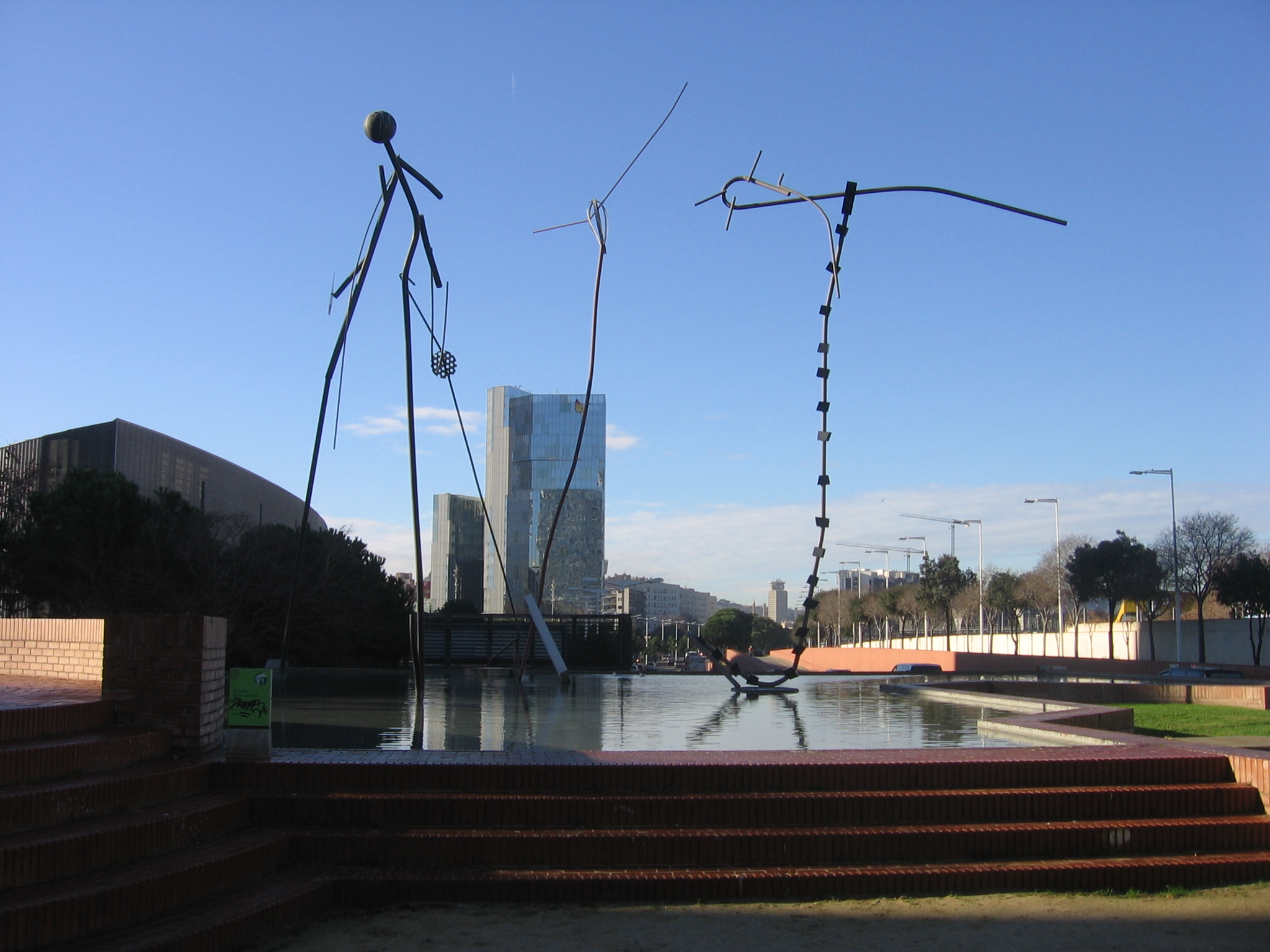
El Poder de la Palabra, de Auke de Vries.

Este parque procede de la renovación urbanística realizada en la fachada litoral con motivo de los Juegos Olímpicos de 1992, en unos terrenos anteriormente de uso industrial. Junto a este se crearon también los parques del Puerto Olímpico, de la Nueva Icaria, de Carlos I y del Poblenou. Se encuentra sobre la Ronda del Litoral, que en ese tramo está soterrada, y es el salón de entrada a la Villa Olímpica. Se divide en dos secciones separadas por la calle Ramon Trias Fargas, en cada una de las cuales hay como elemento distintivo una escultura de grandes dimensiones y estilo vanguardista: David y Goliat, de Antoni Llena, y El Poder de la Palabra, de Auke de Vries. Esta última está situada sobre un estanque que se desborda en el nivel inferior en forma de cascada, de ahí el nombre del parque.

## Vegetación
Entre las especies presentes en el parque se hallan: el pino carrasco (Pinus halepensis), el pino piñonero (Pinus pinea), la tipuana (Tipuana tipu), el plátano (Platanus x hispanica), el almez (Celtis australis), el ciprés (Cupressus sempervirens), la jacaranda (Jacaranda mimosifolia), el chopo (Populus alba y Populus alba "Pyramidalis"), el olivo (Olea europaea), la palmera de abanico (Washingtonia robusta), y el palmito (Chamaerops humilis).